# 瓦尔迪戈芬
瓦尔迪戈芬（法語：Waldighofen，亦作，法語發音：[valdiɡofən] ⓘ）是法国上莱茵省的一个市镇，位于该省南部，属于阿尔特基什区。

## 地名
由于语源问题，该地名“Waldighofen”拼读方式不符合法语正字法，其标准发音为[valdiɡofən]，根据实际发音其应译作“瓦尔迪戈芬”，《世界地名译名词典》将其纯按法汉译音表误译作“瓦尔迪戈方”。

## 地理
瓦尔迪戈芬（47°33'3"N, 7°19'0"E）面积4.14 平方千米，位于法国大東部大區上莱茵省，该省份为法国东部内陆省份，是阿尔萨斯的一部分，今与下莱茵省组成了阿尔萨斯欧洲集体，其北临下莱茵省，西接孚日省，西南接贝尔福地区省，东侧沿莱茵河与德国相望，南与瑞士接壤。
与瓦尔迪戈芬接壤的市镇（或旧市镇、城区）包括：罗彭茨维莱尔、旧费雷特、里耶斯帕克、伊尔塔勒。
瓦尔迪戈芬的时区为UTC+01:00、UTC+02:00（夏令时）。

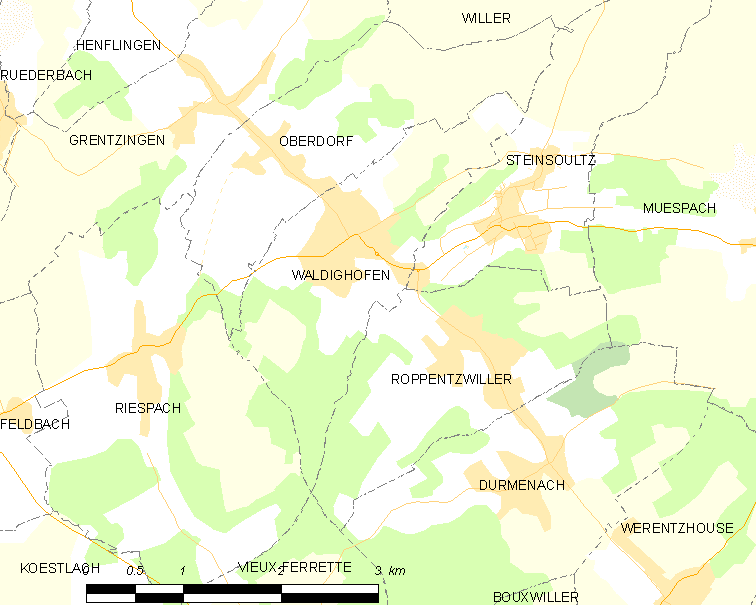
瓦尔迪戈芬的OSM定位图

## 行政
瓦尔迪戈芬的邮政编码为68640，INSEE市镇编码为68355。

## 政治
瓦尔迪戈芬所属的省级选区为阿尔特基什县。

## 人口

1962-2008年间瓦尔迪戈芬人口变化图示

瓦尔迪戈芬于2022年1月1日时的人口数量为1555人。